# Vicia sicula
Vicia sicula är en ärtväxtart som först beskrevs av Constantine Samuel Rafinesque, och fick sitt nu gällande namn av Giovanni Gussone. Vicia sicula ingår i släktet vickrar, och familjen ärtväxter. Inga underarter finns listade i Catalogue of Life.